# George T. Johnson
George Thomas Johnson (ur. 18 grudnia 1948 w Tylertown) – amerykański koszykarz występujący na pozycjach skrzydłowego oraz środkowego, mistrz NBA, zaliczony do drugiego składu najlepszych obrońców NBA.
Został wybrany w drafcie 1970 roku z odległym 79. numerem w 5. rundzie przez klub Chicago Bulls. Spędził tam cały sezon, jednak nie wystąpił w ani jednym spotkaniu rozgrywek zasadniczych i po roku został zwolniony. Po prawie półtorarocznej przerwie podpisał, jako wolny agent umowę z Golden State Warriors. Z zespołem tym zdobył mistrzostwo NBA w 1975 roku. Za namową Ricka Barry zaczął egzekwować rzuty wolne techniką „od dołu”.
15 marca 1974 roku, w spotkaniu z Los Angeles Lakers, Johnson zanotował najwyższą w swojej karierze liczbę 30 zbiórek (14, punktów, 7asyst).
18 stycznia 1977 roku został wymieniony do Buffalo Braves, w zamian za wybór pierwszej rundy draftu 1977 - Wesleya Cox'a. W przerwie przerwy letniej wytransferowano go do New Jersey wraz z wyborami pierwszych rund draftów 1978 (Micheal Ray Richardson) oraz 1979 (Cliff Robinson). Braves pozyskali w ten sposób późniejszego członka Hall Of Fame - Nate’a „Tiny” Archibalda. Najbardziej udanym statystycznie okazał się w jego karierze sezon 1977/78, kiedy to notował średnio 8,7 punktu, 9,6 zbiórki, 1,4 asysty 1 przechwyt oraz 3,4 bloku. W ostatniej z wymienionych kategorii został liderem ligi, podobnie jak i pod względem liczby dyskwalifikacji (20).
15 sierpnia 1980 roku trafił, jako wolny agent do San Antonio Spurs. W ramach rekompensaty Spurs odstąpili Nets późniejszy wybór pierwszej rundy draftu 1981 roku (Ray Tolbert).
24 lutego 1981 roku ustanowił rekord kariery w blokach. Występując w barwach San Antonio Spurs zanotował 13 bloków w wygranym (131–126) spotkaniu ze swoim byłym zespołem Golden State Warriors. Oprócz tego zaliczył także 9 punktów oraz zbiórek. 11 bloków zanotował w drugiej połowie spotkania, wyrównując tym samym ówczesny rekord NBA, ustanowiony w 1973 roku przez Elmore’a Smitha. Zespół Spurs uzyskał w całym spotkaniu łącznie 20 bloków.
Był trzykrotnie liderem NBA w blokach. Sześciokrotnie w swojej karierze zablokował co najmniej dziesięć rzutów rywala w trakcie jednego spotkania. 
Ostatnie cztery lata swojej kariery spędził kolejno w Atlancie, New Jersey oraz Seattle. Karierę zakończył w 1986 roku. Na swoim koncie zgromadził 4369 (4,8) punktów, 5887 (6,5) zbiórek oraz 2082 (2,5) bloki.

## Osiągnięcia
- Mistrz NBA (1975)[1]
- Zaliczony do II składu defensywnego NBA (1981)[6]
- trzykrotny lider NBA w blokach (1978, 1981, 1982)[4]